# Albin Pede
Albin Pede (Sint-Maria-Horebeke, 26 oktober 1815 - aldaar, 21 augustus 1887) was burgemeester van Sint-Maria-Horebeke. Toen nog een zelfstandige gemeente, vanaf 1977 een deelgemeente van de Belgische gemeente Horebeke. Hij was de zoon van Petrus Franciscus Pede (1788-1833) en Carolina Vuye (1789-1844).
Pede was landbouwer en handelaar van beroep. Als politicus was hij achtereenvolgens schepen en burgemeester in zijn geboortedorp, alsook raadslid in de provinciale raad van Oost-Vlaanderen.